# Tujilane Chizumila
Tujilane Rose Chizumila (* 14. Mai 1953 in Zomba, Malawi) ist eine malawische Juristin. Von 2017 bis 2023 ist sie Richterin am Afrikanischen Gerichtshof für Menschenrechte und die Rechte der Völker (ACHPR) der Afrikanischen Union (AU).

## Beruf
Chizumila absolvierte ein Masterstudium in internationalem Recht und hatte verschiedene Positionen an Gerichten und in der Verwaltung inne. Sie war unter anderem Richter am Obersten Gerichtshof von Malawi, Staatsanwalt und Anwalt für Rechtshilfe beim Justizministerium, erste Ombudsfrau des Landes.
Chizumila wurde im Januar 2017 für eine sechsjährige Amtszeit als Richterin am Afrikanischen Gerichtshof für Menschenrechte und die Rechte der Völker in Arusha, Tansania gewählt.
Chizumila spricht Swahili, Englisch und Deutsch.